# Cratere Waterman
Waterman è un cratere lunare intitolato al fisico statunitense Alan Tower Waterman; è situato nella faccia nascosta del satellite, poco più a sud del cratere Tsiolkovskiy e a nord-est del cratere Neujmin.
Il bordo esterno del cratere è in alcune parti modificato dalla vicinanza a nord di Tsiolkovskiy: l'intero bordo risulta irregolare, e il materiale d'impatto si trova quasi interamente nella parte settentrionale del fondo; nella parte meridionale, invece, si trova un deposito di lava basaltica.